# Anerincleistus macrophyllus
Anerincleistus macrophyllus är en tvåhjärtbladig växtart som beskrevs av Reinier Cornelis Bakhuizen van den Brink. Anerincleistus macrophyllus ingår i släktet Anerincleistus och familjen Melastomataceae. Inga underarter finns listade i Catalogue of Life.